# 徳田恵一
徳田 恵一（とくだ けいいち）は、日本の情報工学者。名古屋工業大学教授、名古屋工業大学国際音声技術研究所代表。音声合成開発などを行い、音声情報学研究功績で紫綬褒章受章。文部科学大臣表彰科学技術賞等受賞。

## 人物・経歴
愛知県立明和高等学校卒業後、1984年名古屋工業大学工学部電子工学科卒業。1989年東京工業大学大学院総合理工学研究科物理情報工学専攻博士後期課程修了、工学博士、東京工業大学工学部電気電子工学科助手。1996年名古屋工業大学知能情報システム学科助教授。2001年カーネギーメロン大学言語技術研究所客員研究員。2004年名古屋工業大学大学院情報工学専攻教授。エジンバラ大学名誉教授、Google（London）客員研究員も務め、名古屋工業大発ベンチャー株式会社テクノスピーチ創業者で、同社代表取締役CEO兼CTOでもある。専門は音声言語、マルチモーダル情報処理、音声合成。

## 受賞・栄典
- 紫綬褒章（音声情報学研究功績） 2020年[2]
- ISCA Medal for Scientic Achievement 2019年[2]
- 電子情報通信学会業績賞 2015年[2]
- IEEE Fellow 2014年[2]
- The 2013 EURASIP-ISCA Best Paper Award 2013年[2]
- ISCA Fellow 2013年[2]
- 情報処理学会喜安記念業績賞 2013年[2]
- 文部科学大臣表彰科学技術賞（研究部門） 2012年[2]
- 電気通信普及財団賞 2008年[3]
- 電子情報通信学会ソサイエティ論文賞 2008年[3]
- 電気通信普及財団賞（テレコムシステム技術賞） 2001年[2]
- 電子情報通信学会論文賞 2001年[2]
- 電子情報通信学会猪瀬賞 2001年[2]